# Deuxième circonscription de la préfecture de Kagawa
La deuxième circonscription de la préfecture de Kagawa (香川県第2区, Kagawa-ken dai-ni-ku) est l'une des trois circonscriptions législatives que compte la préfecture de Kagawa au Japon. Cette circonscription comptait 259 224 électeurs en date du 1er septembre 2021.

## Description géographique
La deuxième circonscription de la préfecture de Kagawa regroupe les villes de Sakaide, Sanuki et Higashikagawa, une partie de Takamatsu, l'est de Marugame et les districts de Kita et Ayauta.

## Députés
| Législature | Début de mandat | Fin de mandat | Député élu         |  | Parti politique |
| ----------- | --------------- | ------------- | ------------------ |  | --------------- |
| 41e         | 1996            | 2000          | Yoshio Kimura (ja) |  | PLD             |
| 42e         | 2000            | 2003          | Yoshio Kimura (ja) |  | PLD             |
| 43e         | 2003            | 2005          | Yoshio Kimura (ja) |  | PLD             |
| 44e         | 2005            | 2009          | Yoshio Kimura (ja) |  | PLD             |
| 45e         | 2009            | 2012          | Yūichirō Tamaki    |  | PDJ             |
| 46e         | 2012            | 2014          | Yūichirō Tamaki    |  | PDJ             |
| 47e         | 2014            | 2017          | Yūichirō Tamaki    |  | PDJ             |
| 48e         | 2017            | 2021          | Yūichirō Tamaki    |  | PE              |
| 49e         | 2021            | 2024          | Yūichirō Tamaki    |  | PDP             |
| 50e         | 2024            | -             | Yūichirō Tamaki    |  | PDP             |